# Carlinda
Carlinda es un municipio brasileño del estado de Mato Grosso. Se localiza a una latitud 09º57'29" sur y a una longitud 55º49'56" oeste, estando a una altitud de 290 metros. Su población estimada en 2004 era de 10.053 habitantes.